# Marc-Antoine d'Escalis
Marc-Antoine d'Escalis, baron de Bras, seigneur d'Estoublon, mort le 14 octobre 1620 au château d'Ansouis, est un magistrat français.

## Biographie
Marc-Antoine d'Escalis est le fils d'Artus d'Escalis,  seigneur de Bras, de Saint-Jullien d'Assé, d'Estoublon et de Bellegarde, conseiller du roi, maître en sa chambre des comptes de Provence, et de Madeleine Doria (fille de Biaggo Doria, premier consul de Marseille). Marié à Hortense de Bourdon, dame de Saint-Pons, fille d'un consul d'Aix, il est le père de Sextius d'Escalis de Sabran, viguier de Marseille et premier consul d'Aix.
Conseiller au Parlement de Provence, reçu le 30 mars 1582, en la charge d'André d'Ardillon, puis Président à mortier, pourvu en octobre 1595, de la charge de feu François d'Estienne. Mais comme cette charge, supprimée par l'ordonnance de Blois, venait seulement d'être rétablie par l'édit de 1595, d'Escalis fut contraint de solliciter de nouvelles lettres le 16 décembre 1598. Il fut reçu le 25 avril 1599.
À la suite de la démission de Guillaume du Vair, il termina premier président le 14 octobre 1616. Marc-Antoine fut enseveli à Ansouis, le 14 octobre 1620.

## Famille
Marié le 21 novembre 1587 à Aix-en-Provence avec Hortense de Bourdon de Bouc, dame de Saint-Pons (fille de Melchion, seigneur de Saint-Pons, et d'Anne de Gaye), il était le fils d'Artus, maître rational, et de Madeleine Doria.